# Distinció de la Generalitat Valenciana al Mèrit Científic
La Distinció de la Generalitat Valenciana al Mèrit Científic l'atorga la Generalitat Valenciana a valencians o persones vinculades amb el País Valencià o que hagen desenvolupat part de la seua labor científica a la regió en el marc de les Distincions 9 d'Octubre. En cas de les entitats és necessari que tinguen situades la seua seu en la comunitat o que hagen desenvolupat, fomentat, patrocinat o realitzat projectes de recerca en benefici de la societat valenciana. Les atorga el Consell per decret a proposta del president de la Generalitat. Està limitada a un màxim anual de quatre distincions, encara que la xifra pot augmentar-se de forma excepcional si existeixen motius justificats. Es lliura des de l'any 2010 i la regula el Decret 152/2010, d'1 d'octubre. Serveix de reconeixement públic dels mèrits d'aquelles persones o entitats que hagen destacat en l'àmbit de la recerca científica.

## Guardonats[2]
- 2022: Carmen Nájera Domingo
- 2021: Dolores Corella Piquer, Miguel Ángel Sanz Alonso[3]
- 2020:
- 2019: María José Sanz Sánchez, Aurelia Bustos Moreno[3]
- 2018: Guillermina López Bendito[3]
- 2017: María Blasco Marhuenda[4]
- 2016: Francisco Juan Martínez Mojica,[5] Andrés Pedreño Muñoz[6][7]
- 2015: María Ángela Nieto Toledà[8]
- 2014: Reial Acadèmia de Medicina de la Comunitat Valenciana[9][10]
- 2013: Juan Lerma Gómez[11][12]
- 2012: Rafael Carmena Rodríguez,[13] Vicente Guillem Porta[14]
- 2011: Avelino Corma Canós,[15][16] Carlos Belmonte Martínez[17]
- 2010: Anna Lluch Hernández[18]